# Caponata
Caponata je italské jídlo, které připomíná ratatouille. Hlavní surovinou jsou lilky podušené na olivovém oleji, ke kterým se přidává řapíkatý celer, rajský protlak, cibule, paprika, bazalka, kapary a olivy. Caponata se někdy podává s kostičkami rybího masa (například mečouna). Hotová caponata se může posypat rozinkami, mandlemi nebo piniovými oříšky. Má sladkokyselou chuť, podává se jak teplá coby příloha k masu, rybě nebo těstovinám, tak i studená jako letní předkrm (antipasto). Recept pochází ze Sicílie, kde vznikla řada krajových obměn, oblíbený je také v Tunisku. Má ochrannou známku Prodotti agroalimentari tradizionali italiani.